# Biosphärenreservat Pfälzerwald-Vosges du Nord
Das deutsch-französische Biosphärenreservat Pfälzerwald-Vosges du Nord (deutsch eigentlich Biosphärenreservat Pfälzerwald-Nordvogesen, französisch Réserve de biosphère transfrontalière des Vosges du Nord-Forêt palatine) wurde 1998 als erstes grenzüberschreitendes Biosphärenreservat der UNESCO in Europa ausgewiesen. Der deutsche Teil war damit das zwölfte von 16 Biosphärenreservaten in Deutschland und der französischen Teil das sechste von 14 in Frankreich.

## Geographie

### Geographische Lage
Das Biosphärenreservat umfasst hauptsächlich den Pfälzerwald, dessen französischer Teil dort Nordvogesen (französisch Vosges du Nord) genannt wird, sowie einige kleinere, daran angrenzende, Gebiete. Es liegt an der Nahtstelle zwischen dem südwestdeutschen Bundesland Rheinland-Pfalz und der nordostfranzösischen Region Grand Est (bis 2015 Elsass, Lothringen). Das Gebiet entspricht den historischen Regionen Moseldepartement und Nordelsass bzw. Unterland (frz. Bas-Rhin).

### Größe und Struktur
Die Gesamtfläche des Biosphärenreservats beläuft sich auf 310.500 Hektar. Davon entfallen 177.842 Hektar auf das Biosphärenreservat Pfälzerwald (bis August 2020 Naturpark Pfälzerwald) in Deutschland und 130.500 Hektar auf den Regionalen Naturpark Nordvogesen (französisch Parc naturel régional des Vosges du Nord) in Frankreich. Der größte Teil ist von Wäldern bestanden, wie sie auch im gesamten Gebirgsverbund aus Pfälzerwald und Vogesen vorherrschen. Der Wald stellt etwa 74 % der Fläche, der besiedelte Anteil des Gebietes beträgt nur 5 %.

## Geschichte
1983 stellten die Träger des Naturparks Pfälzerwald und des Regionalen Naturparks Nordvogesen erste Überlegungen an, deutsche und französische Wanderwege grenzüberschreitend zu verbinden und entsprechend auszuweisen. 1985 wurde eine gemeinsame Vereinbarung zur Zusammenarbeit der beiden Naturparks unterzeichnet. 1989 erfolgte die Anerkennung des Regionalen Naturparks Nordvogesen als Biosphärenreservat durch die UNESCO, 1992 wurde der Naturpark Pfälzerwald als Biosphärenreservat anerkannt. 1996 wurde eine deutsch-französische Vereinbarung zur Schaffung eines Biosphärenreservates Pfälzerwald-Nordvogesen unterzeichnet, das 1998 durch die UNESCO als grenzüberschreitendes Biosphärenreservat anerkannt wurde.

## Zonierung

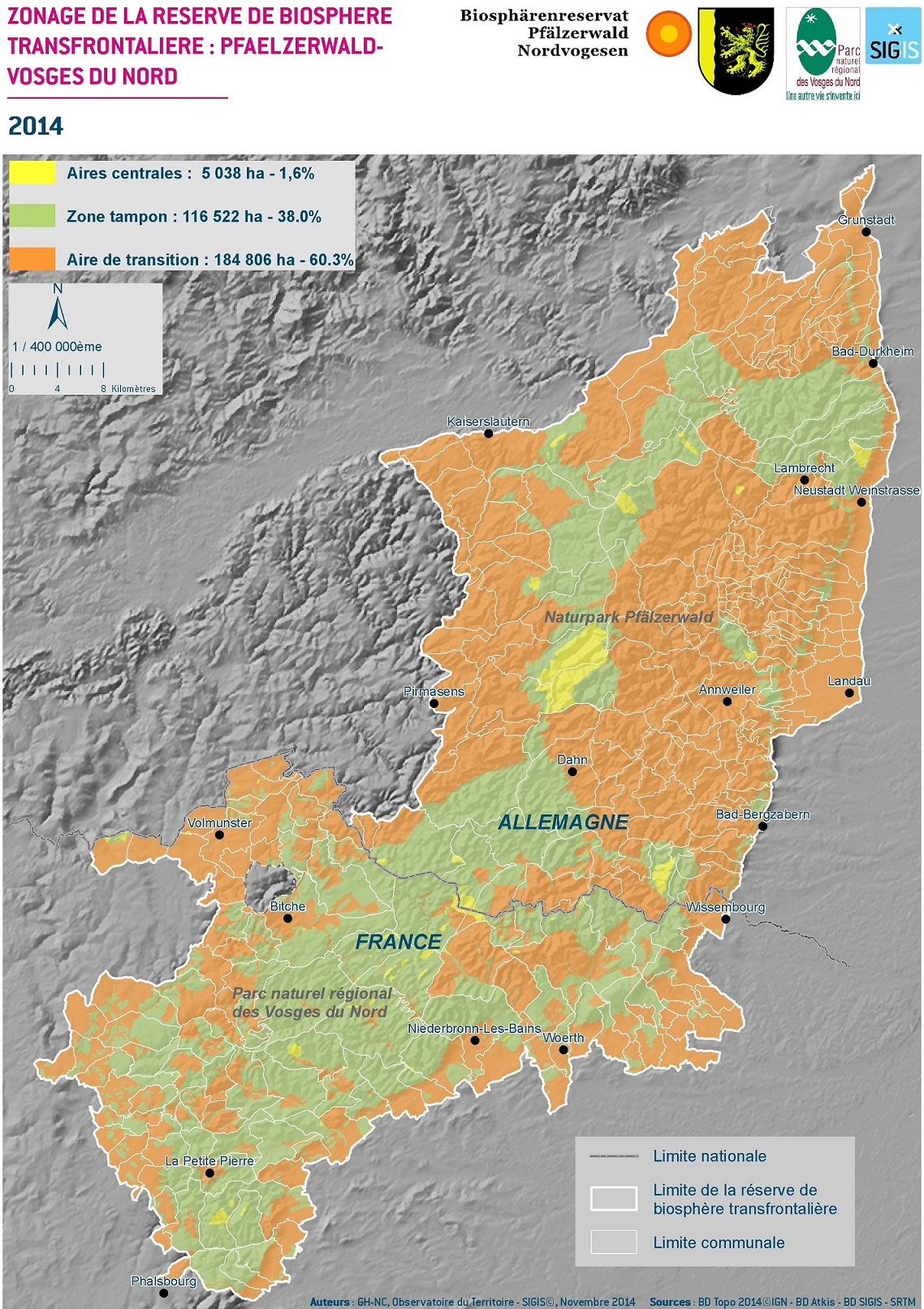
Übersicht über die jeweiligen Zonen

### Rechtliche Vorgaben
Entsprechend der von der UNESCO vorgegebenen Zonierung werden Kernzonen ausgewiesen, in denen jegliche Nutzung ausgeschlossen ist. Das sind Gebiete, die bedeutsames Naturerbe darstellen und deren nachhaltiger Schutz geboten ist.
Darüber hinaus werden Pflegezonen festgelegt, in denen nur eine schonende, naturnahe Landnutzung stattfinden darf, sofern dadurch nicht ihr Naturerbe beeinträchtigt wird.
Alle übrigen Gebietsanteile sind Entwicklungszonen.

### Umsetzung
Im Pfälzerwald wurden Kernzonen aus Waldgebieten eingerichtet, die zum Teil schon geschützt waren. Pflegezonen, die sich an die Kernzonen anschließen, haben große Anteile an bestehenden Naturschutzgebieten. Entwicklungszonen enthalten die intensiver genutzten Bereiche bzw. Siedlungsbereiche.
In den Nordvogesen wurden Kernzonen aus bereits existierenden oder in Gründung befindlichen Naturschutzgebieten gebildet, die über das gesamte Gebiet verstreut liegen. Pflegezonen bestehen hauptsächlich aus Wäldern und Tälern, Entwicklungszonen aus Ortschaften und Gewerbegebieten.

## Trägerschaft und Einrichtungen

### Deutschland

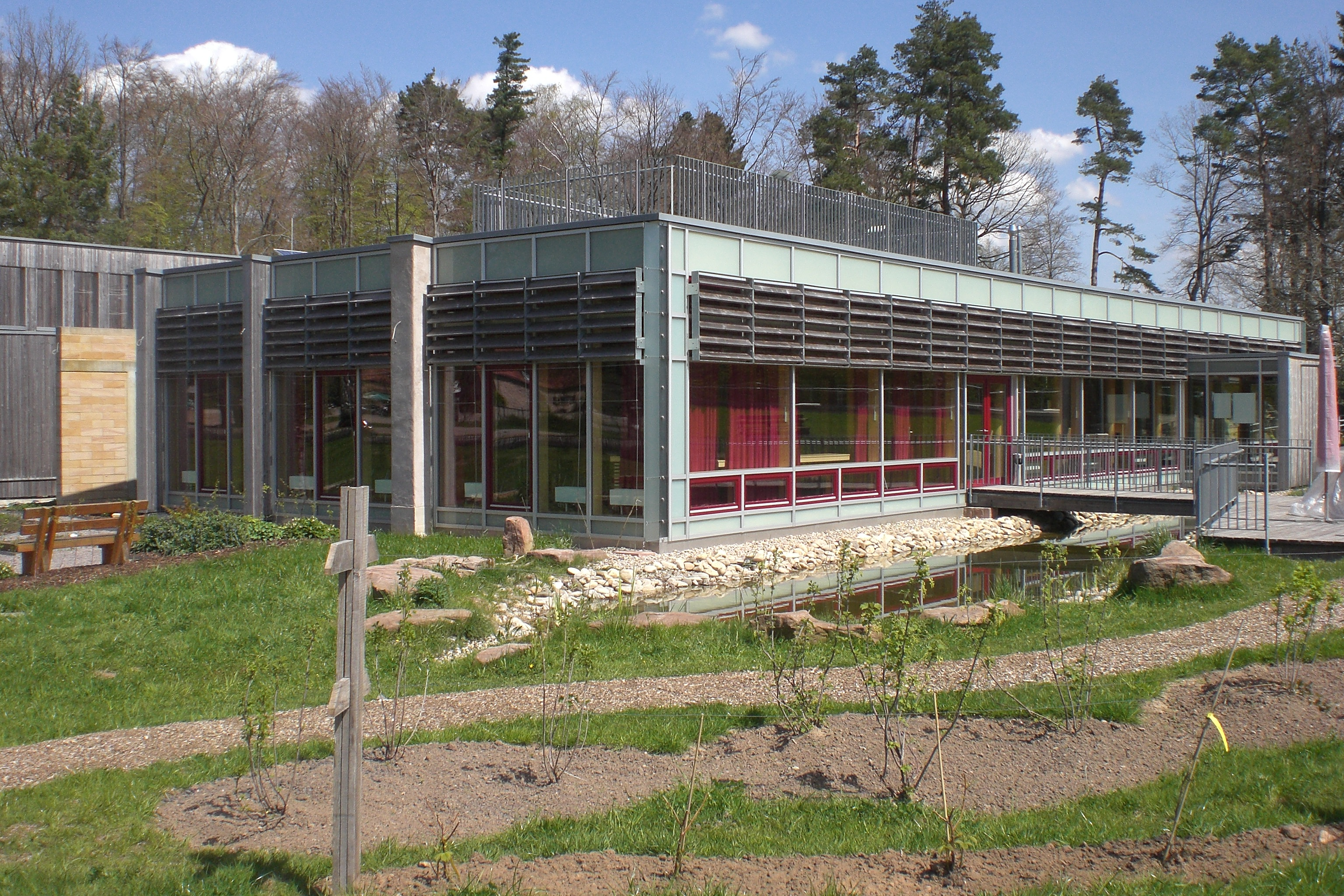
Haus der Nachhaltigkeit in Johanniskreuz

Als Trägerorganisation für den deutschen Teil des Biosphärenreservats fungierte in den ersten Jahren laut § 6 der Gebietsverordnung der eingetragene Verein Naturpark Pfälzerwald. Mitglieder des Vereins waren diejenigen Landkreise und kreisfreien Städte, die am Biosphärenreservat flächenmäßig Anteil hatten, ferner der Bezirksverband Pfalz sowie verschiedene Wander- und Sportvereine sowie Umweltverbände. Damit sollte die Unabhängigkeit von fachlichen und regionalen Einzelinteressen gewährleistet werden. Ziel des Vereins war es, das Biosphärenreservat einheitlich zu entwickeln und seine Eigenart und Schönheit sowie seinen überregionalen Erholungswert zu pflegen und zu erhalten. Die Geschäftsstelle des Biosphärenreservats hat seit 1997 ihren Sitz in Lambrecht (Pfalz).
Der Trägerverein Naturpark Pfälzerwald e. V. wurde auf Beschluss seiner Mitgliederversammlung vom 4. Dezember 2013 zum 31. Dezember 2013 aufgelöst und seine Aufgaben auf den Bezirksverband Pfalz übertragen. In einer Sitzung des Bezirkstages Pfalz auf dem Hambacher Schloss am 20. Dezember 2014 erfolgte die formale Beschlussfassung, so dass seit dem 1. Januar 2014  der Bezirksverband Pfalz die alleinige Trägerschaft wahrnimmt. Sitz der Geschäftsstelle des Naturparks Pfälzerwald bzw. des deutschen Teils des Biosphärenreservates bleibt auch weiterhin Lambrecht. Im Rahmen der organisatorischen Neustrukturierung wurde ein Ausschuss mit 20 Mitgliedern gebildet, der in erster Linie für die vielfältigen Belange des Biosphärenreservates verantwortlich ist. Er umfasst neben Repräsentanten politischer Organisationen auch fünf Mitglieder, die bisher dem Naturpark-Vorstand angehörten. Es handelt sich um Vertreter des Pfälzerwald-Vereins (PWV), des Bunds für Umwelt und Naturschutz Deutschland (BUND), des Pollichia-Vereins für Naturforschung und Landespflege, des Vereins der Naturfreunde sowie der Natursportverbände.
Das Haus der Nachhaltigkeit in Johanniskreuz im Zentrum des Pfälzerwalds dient als Besucher-Informationszentrum für das Biosphärenreservat.
Ein weiteres Besucher-Informationszentrum lag bis 2023 in Fischbach bei Dahn und wies mehrere Teile auf: Im Biosphärenhaus machte eine Multimediaausstellung biologische und ökologische Grundprinzipien anschaulich und spielerisch erfahrbar. Der Baumwipfelpfad Fischbach führte im Zickzackkurs in durchschnittlich 18 Meter Höhe durch den Wald. 35 Meter hoch gelegene Plattformen boten einen Blick von oben auf den Pfälzerwald. Am 15. Oktober 2023 wurden sowohl das Biosphärenhaus als auch der Baumwipfelpfad geschlossen. Verblieben ist ein etwa zwei Kilometer langer „Biosphären-Erlebnisweg“ durch das Spießwoogtal, der zwölf Mitmachstationen, die dem Besucher Wissenswertes über Natur, Landschaft und Lebensräume vermitteln, miteinander verbindet.

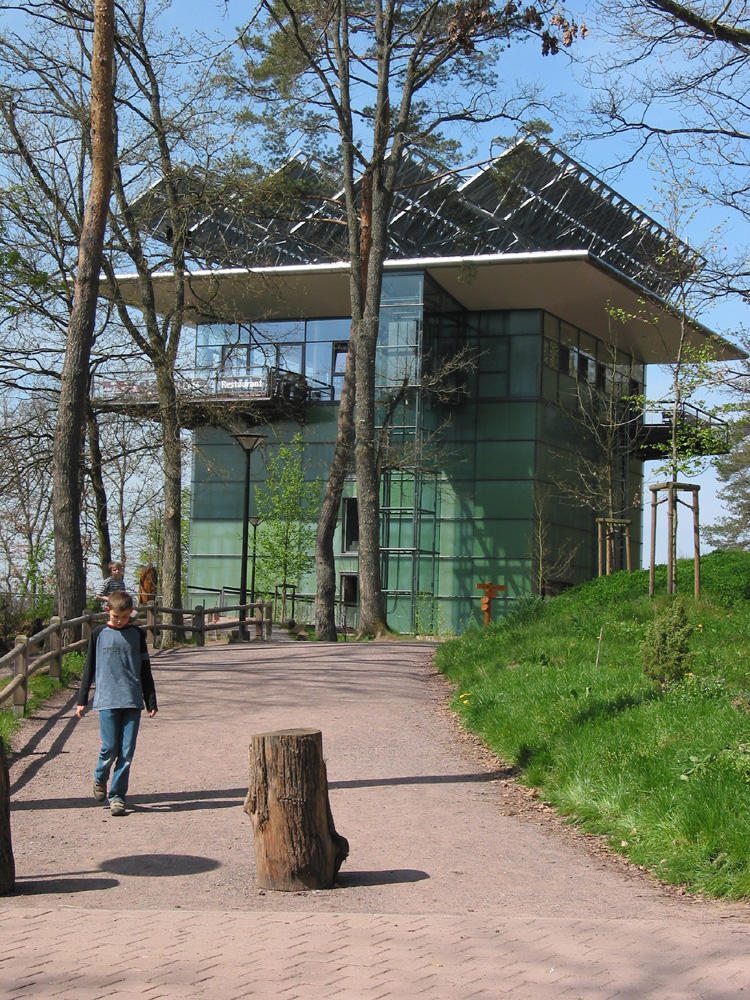
Biosphärenhaus in Fischbach bei Dahn
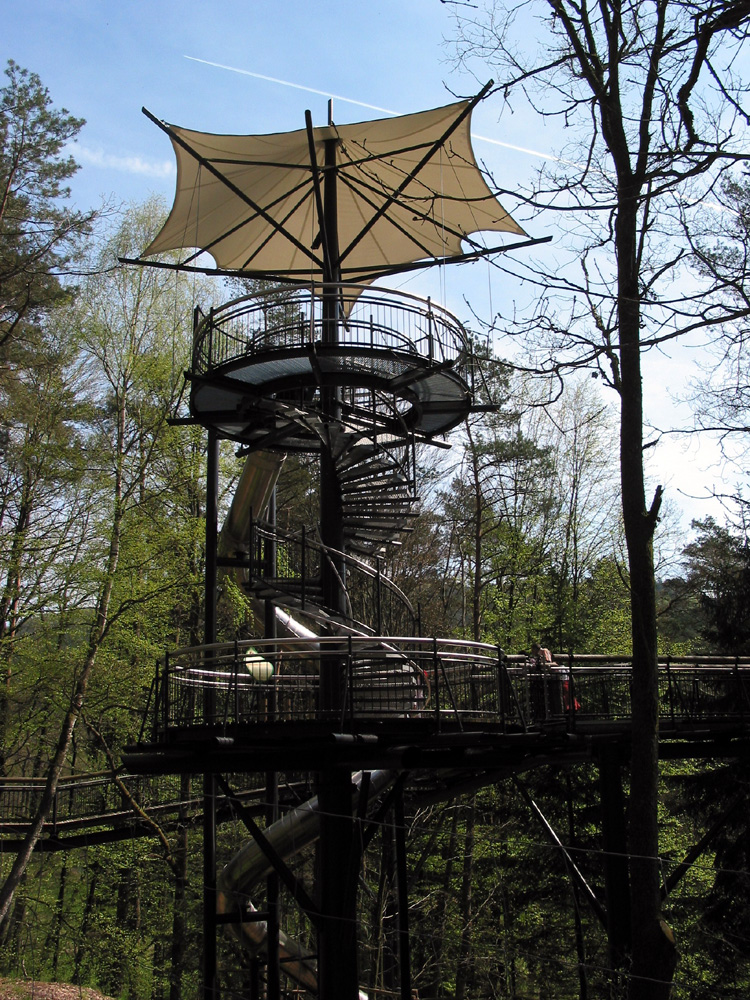
Plattformen des Baumwipfelpfades
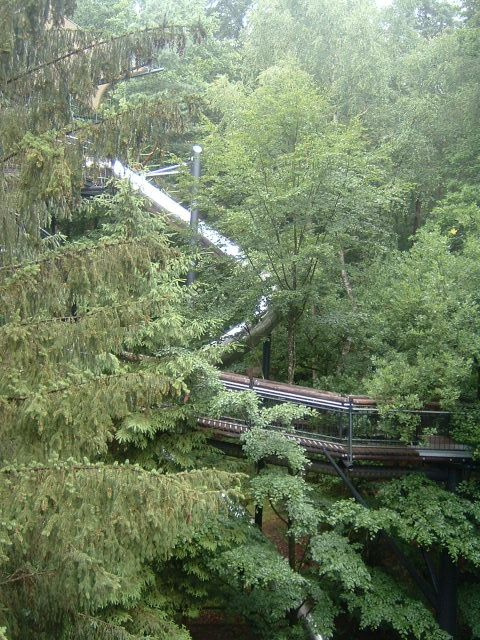
Blick vom Baumwipfelpfad nach unten
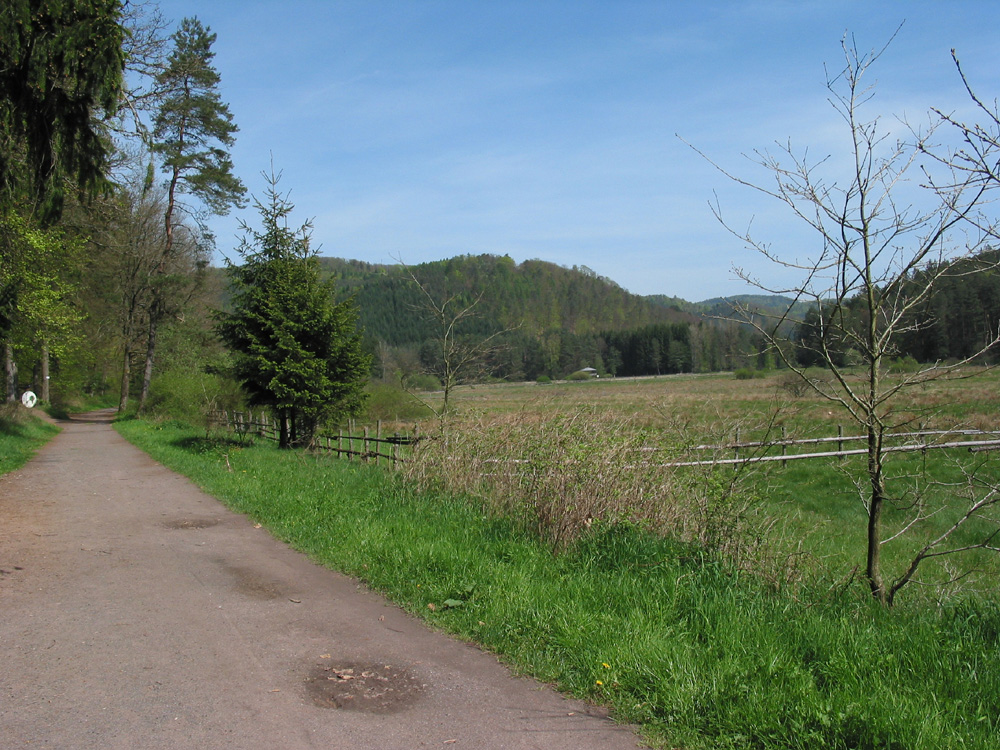
Biosphären-Erlebnisweg in Fischbach

### Frankreich
Von den 115 Gemeinden in der Region Grand Est, die den französischen Teil bilden, gehören zwei Drittel zum Département Bas-Rhin im Osten und ein Drittel zum Département Moselle im Westen. Sie haben sich zum Syndicat de coopération pour le Parc (Sycoparc) zusammengeschlossen. Das Verwaltungszentrum des Naturparks mit angeschlossenem Museum befindet sich im Ort La Petite-Pierre (deutsch Lützelstein).